# Ганіно (Новосибірська область)
Ганіно (рос. Ганино) — селище у Краснозерському районі Новосибірської області Російської Федерації.
Входить до складу муніципального утворення Аксеніхінська сільрада. Населення становить 84 особи (2010).

## Історія
Згідно із законом від 2 червня 2004 року органом місцевого самоврядування є Аксеніхінська сільрада.

## Населення
| 2002 | 2007 | 2010 |
| ---- | ---- | ---- |
| 170  | ↘127 | ↘84  |